# Musée Jacquemart-André

Musée Jacquemart-André är ett franskt konstmuseum vid Boulevard Haussmann i Paris.
Musée Jacquemart-André testamenterades 1912 till Institut de France av Nélie Jacquemart André. Det innehåller målningar och skulpturer av högt värde; särskilt märks Giovanni Battista Tiepolos fresk Contarini mottager Henrik III i Mira, tavlor av Vittore Carpaccio, Jean-Honoré Fragonard, med flera italienska och franska mästare, samt av Alexander Roslin.